# Paul Ygartua
Paul Ygartua es un artista canadiense de origen británico. Es un pintor de caballete y dibujante que ha trabajado en numerosos estilos a lo largo de los años.

## Primeros años y educación
Ygartua nació en Bebington, Inglaterra, un suburbio de Liverpool. Se graduó de la Escuela de Arte de Liverpool en 1965 con un título en Diseño Industrial (NDD). Emigró a Vancouver, Columbia Británica, Canadá, en 1966.

## Carrera
Ygartua estilo artístico abarca varios movimientos, incluidos el Realismo, Expresionismo, Expresionismo Abstracto, Surrealismo y Surrealismo Abstracto. Su obra a menudo refleja una exploración continua de técnicas y medios. Series notables en su carrera incluyen la Serie de Patrimonio y su exploración del Celestialismo, esta última centrada en temas más personales relacionados con la mente y el alma. Actualmente, su enfoque está en el Expresionismo Abstracto y el Surrealismo Abstracto.
Ygartua ha ganado reconocimiento internacional, particularmente por sus murales de gran escala y techos abovedados. Su trabajo está presente en colecciones públicas y privadas de todo el mundo. Entre sus contribuciones más reconocidas al arte canadiense se encuentra su Serie de Patrimonio, que se ha convertido en una parte familiar de la identidad de Columbia Británica. Sus murales son algunos de los más grandes de América del Norte y Europa.
Sus murales están ilustrados en los libros The Expo Celebration: The Official Retrospective Book (1986), Canadian Landmarks and Popular Places (1991), The Chemainus Murals (1993), Canada: Coast to Coast (1998), y The Encyclopedia of British Columbia (2000).
En 2011, Ygartua restauró el mural Legends of the Millennium en Vancouver, una obra que abarca más de 9,000 pies cuadrados en el edificio Beachcomber. Originalmente completado en el año 2000, el mural es notable por haber sido pintado enteramente por Ygartua sin el uso de asistentes, proyecciones ni cuadrículas.